# Dicranota (Rhaphidolabis) trilobulata
Dicranota (Rhaphidolabis) trilobulata is een tweevleugelige uit de familie Pediciidae. De soort komt voor in het Palearctisch gebied.